# 奧蘭治維爾 (紐約州)
奧蘭治維爾（英語：Orangeville）是一個位於美國紐約州懷俄明縣的鎮。

## 人口
根據2020年美國人口普查的數據，奧蘭治維爾的面積為92.31平方千米，當中陸地面積為92.10平方千米，而水域面積為0.21平方千米。當地共有人口1283人，而人口密度為每平方千米14人。